# Gado Bravo (Film)
Gado Bravo (Portugiesisch für „Wildes Vieh“) ist ein Film des portugiesischen Regisseurs António Lopes Ribeiro aus dem Jahr 1934. Er entstand unter Leitung des deutschen Regisseurs Max Nosseck und lehnt sich mit seinen komödiantischen und musikalischen Anteilen, darunter einige Fados, an die erfolgreichen Comédias portuguesas der Zeit an.

## Handlung
Manuel Garrido ist ein umjubelter Stierkämpfer und ein wohlhabender Rinderzüchter im Ribatejo, verlobt mit der schönen, aufrichtigen Branca.
Nach einem erfolgreichen Stierkampf in Lissabon macht Manuel am Abend die Bekanntschaft einer verführerischen Sängerin. Manuel verfällt der ausländischen Blondine Nina, die durch einen Zufall Gast auf seiner Quinta wird. Doch ihr lasterhafter Lebensstil einer städtischen Bohème stößt in Manuels ländlichem Umfeld zunehmend auf Ablehnung. Die als unmoralisch angesehene Nina und ihr mitreisender Vertrauter Jackson sorgen für Unruhe auf dem Landgut, und seine Arbeiter wenden sich gegen Manuel und seine Gäste. 
Die wechselhafte Nina verlässt nach zunehmenden Konflikten die Quinta. Einige Zeit später kommt es dann zu einer schicksalhaften letzten Begegnung am Tage eines Stierkampfes Manuels in Lissabon. Manuel ist danach tief erschüttert, erhält nach seinem erneut umjubelten Stierkampf aber neuen Lebensmut und findet schließlich sein Glück in der Heirat mit Branca.

## Produktion
Der Film wurde zwischen Juni und Dezember 1933 im Ribatejo und in Lissabon gedreht. Es war der erste abendfüllende Spielfilm des Regisseurs Ribeiro, der hier jedoch unter der Oberleitung des deutschen Regisseurs Max Nosseck entstand. Nach der Machtergreifung Hitlers 1933 war der portugiesische UFA-Schauspieler Arthur Duarte nach Portugal zurückgekehrt, wo der Portugiesische Film sich über das neu entstehende Genre der Comédia portuguesa gerade stark zu entwickeln begann. Der Jude Max Nosseck wanderte ebenfalls aus und folgte nach einer Zwischenstation in Frankreich seinem Freund Duarte nach Portugal. Eine Vielzahl Filmschaffender kam auf Anregung der beiden von Berlin nach Lissabon, um im Film mitzuwirken, darunter die Hauptdarstellerin und Ehefrau Nossecks Olly Gebauer, der komische Darsteller Siegfried "Sig" Arno, der Komponist Hans May, Kameramann Heinrich Gärtner und die Brüder Herbert Lippschütz und Arnold Lippschitz (als "Erich Philippi").
Größere Probleme in der Zusammenarbeit gab es scheinbar nicht. Wie Hauptdarstellerin Olly Gebauer sprach auch Sig Arno, der glaubte, beim ersten portugiesischen Film mitzuwirken, seinen portugiesischsprachigen Text selbst. Ihre Texte hatten sie beide offensichtlich phonetisch-lautmalerisch einstudiert, neben einigen wenigen deutschsprachigen Dialogen am Anfang und am Ende des Films. Etwas schwieriger war es für Kameramann Gärtner, der mit dem ungewohnt hellen portugiesischen Licht umgehen musste. Insgesamt ist dem Film eine deutsche Handschrift anzumerken, die jedoch problemlos mit dem sehr landestypischen Stoff und den ungewohnten Landschaften harmoniert.

## Rezeption
Gado Bravo feierte am 8. August 1934 im Lissabonner Teatro Tivoli Premiere und hatte einigen Zuspruch an den Kinokassen in Portugal und Brasilien. Die öffentliche Aufmerksamkeit und damit der Zuschauerzuspruch erhöhten sich, nachdem der Film einige Tage später vorübergehend abgesetzt werden musste. Grund war die erste Klage gegen eine portugiesische Filmgesellschaft. Der Autor António Botto hatte für den Film einige Liedtexte geschrieben, bei der Uraufführung jedoch nicht abgesprochene Änderungen und Ergänzungen altbekannter Verse darin bemerkt und daraufhin geklagt, um Plagiatsvorwürfen zuvorzukommen. Die Klage des umstrittenen, offen homosexuell lebenden Dichters ging bis vor den Obersten Gerichtshof (Supremo Tribunal de Justiça), das den Film nach Klärung wieder zuließ. Die Berichterstattung über die juristische Auseinandersetzung sorgte danach für erneut großen Zuschauerzuspruch.
Der Film steht im Portugiesischen Kino in einer Tradition von Produktionen, die im ländlichen Ribatejo im Umfeld von Stierkampf, Pferdezucht und traditionellen Werten angesiedelt sind. Darin werden das ursprüngliche Landleben, der traditionsreiche Stierkampf, männliches Ehrgefühl und ein traditionelles Familienbild als nationale Identifikationswerte betont, die sich stets als unerschütterlich und Sicherheit garantierend erweisen. In Gado Bravo steht dafür die verführende und oberflächliche Ausländerin Nina gegen die ehrliche und verlässliche Branca. Diese wird entschieden durch die Bevölkerung unterstützt, die hier trotz aller offensichtlichen, aber als unabänderlich akzeptiert dargestellten sozialen Unterschiede unerschütterlich an den bestehenden Verhältnissen und Traditionen festhalten. Damit entsprach dieser Film ganz der Propaganda der klerikalfaschistischen Estado Novo-Diktatur, die sich 1932 vollständig etabliert hatte und um innere Stabilität und sozialen Frieden bemüht war.
Die damalige Kritik nahm den Film bei seiner Uraufführung erwartungsgemäß positiv auf, und auch die zeitüberdauernde Kritik attestiert dem Film einige positive Aspekte, etwa das überwiegend solide Handwerk oder die Darstellung Olly Gebauers als Femme fatale Nina. Das zu durchsichtige Drehbuch und seine Ausrichtung auf die Inszenierung der Verlockung und Ablenkung gehört dagegen heute zu den Hauptkritikpunkten der Kritik, abgesehen von der systemstützenden Wirkung des Werks.
Der Film wurde nach Restauration durch die Cinemateca Portuguesa von Costa do Castelo Filmes als VHS-Kaufkassette wiederveröffentlicht.